# NGC 6583
NGC 6583 (другие обозначения — OCL 27, ESO 590-SC11) — рассеянное скопление в созвездии Стрелец.
Этот объект входит в число перечисленных в оригинальной редакции «Нового общего каталога».